# Kjell Goldmann
Kjell Filip Goldmann, född 24 juni 1937 i Alingsås stadsförsamling i Älvsborgs län, är en svensk statsvetare.

## Biografi
Goldmann var 1964–1977 verksam vid Utrikespolitiska Institutet som forskare och forskningschef. Han avlade filosofie licentiatexamen i internationell politik 1967 och disputerade för filosofie doktorsgrad i statsvetenskap vid Stockholms universitet 1971 och blev docent där samma år. Åren 1978–2004 var han professor i statsvetenskap vid Stockholms universitet och var dessutom dekanus vid Samhällsvetenskapliga fakulteten 1986–1996.
Goldmanns forskning har bland annat berört säkerhetspolitik och internationella relationer. Han var gästforskare vid Harvard University 1969–1970 och 1994, vid Princeton University 1982 samt vid Wissenschaftszentrum i Berlin, Hebrew University of Jerusalem, University of British Columbia och McGill University. Åren 1964–1965 var Goldmann en av redaktörerna för Liberal debatt.
Goldmann invaldes 1987 som ledamot av Kungliga Krigsvetenskapsakademien och 1999 som ledamot av Kungliga Vetenskapsakademien.